# Basilika Notre-Dame de Ceignac

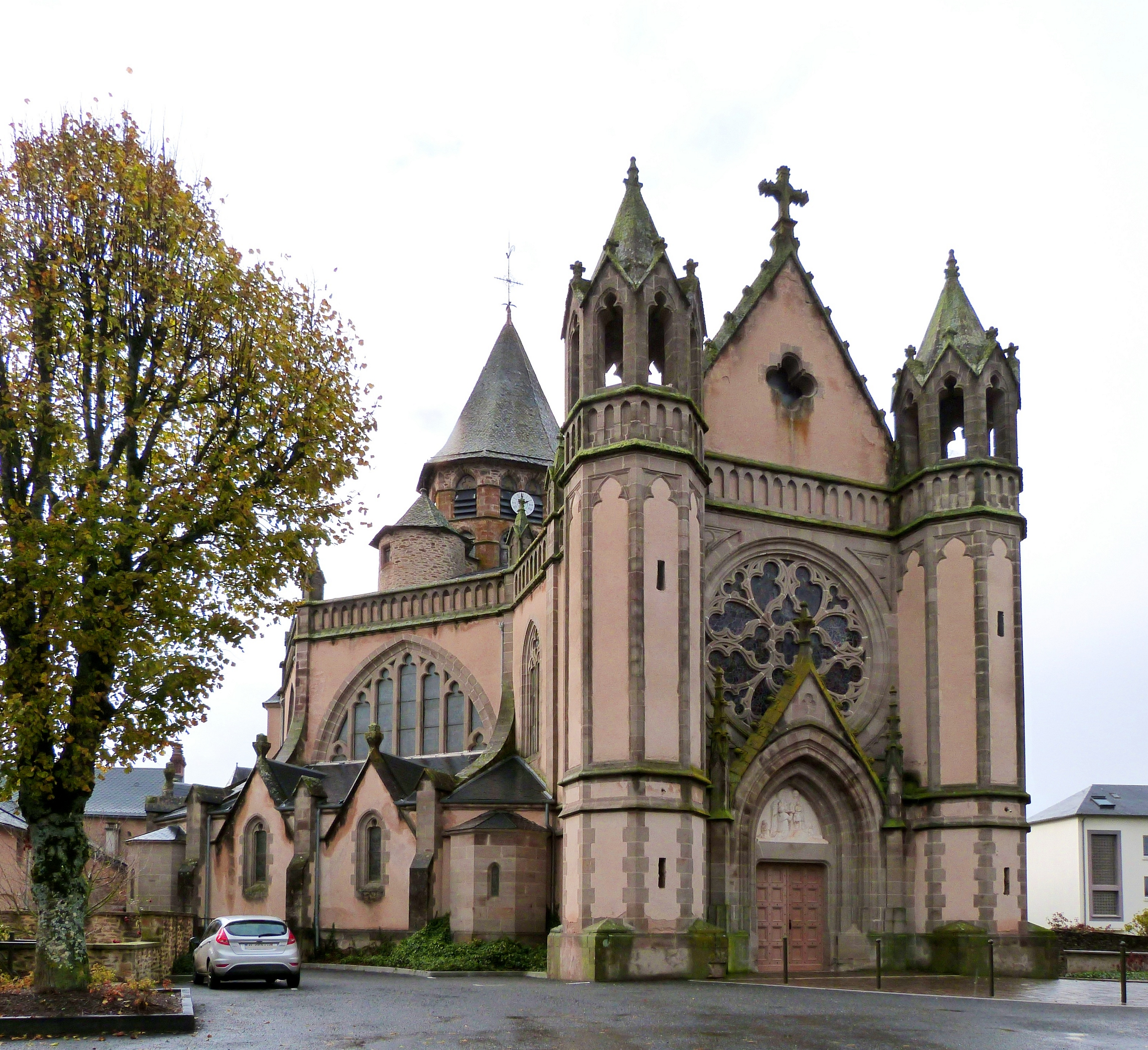
Basilika Notre-Dame de Ceignac

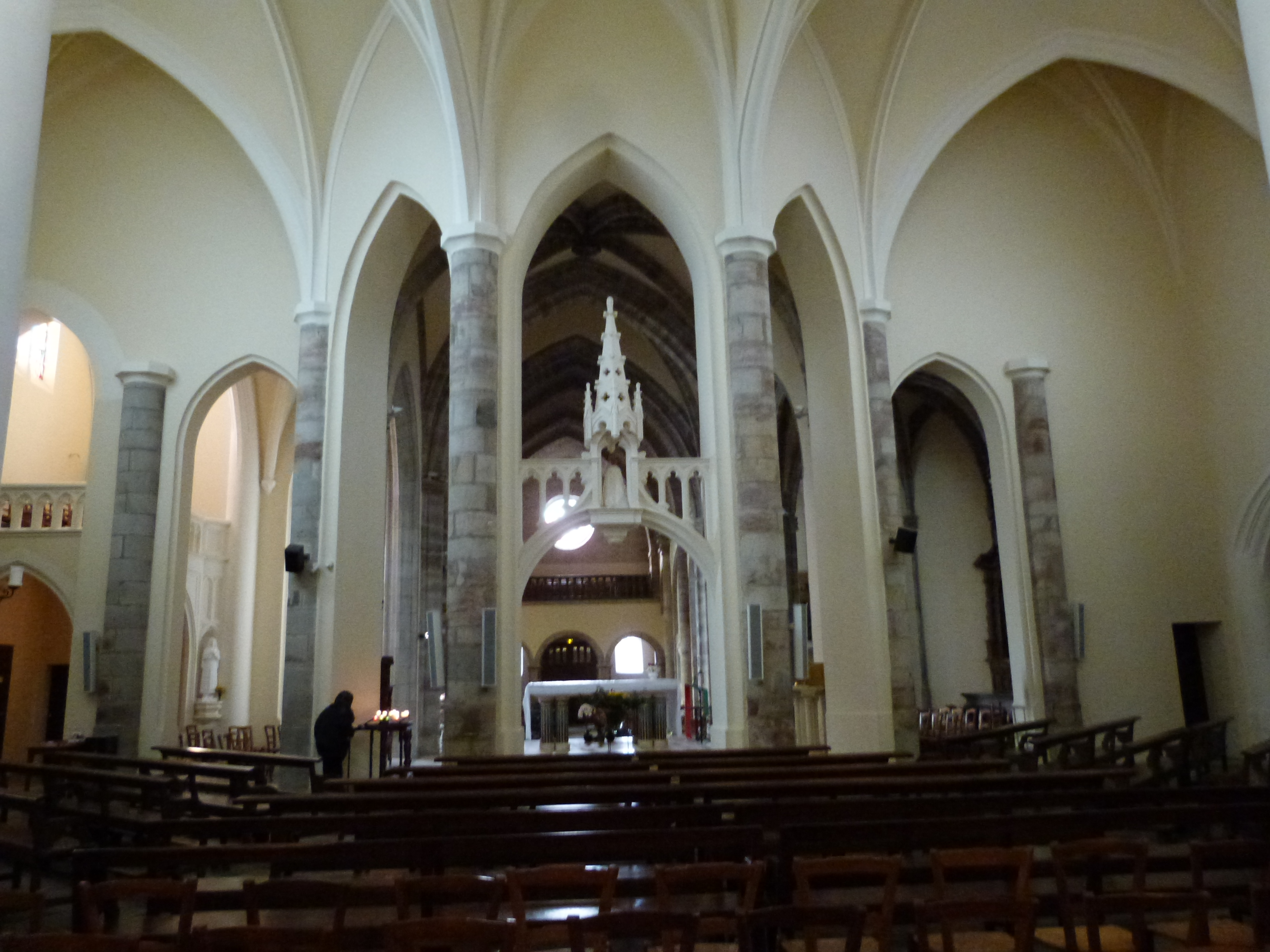
Innenraum

Die Basilika Notre-Dame de Ceignac (deutsch Basilika Unserer Lieben Frau von Ceignac) ist eine Kirche im Ort Ceignac in der Gemeinde Calmont im Département Aveyron in der französischen Region Okzitanien. Die Wallfahrtskirche des Bistums Rodez stammt hauptsächlich aus dem 15. und 16. Jahrhundert und trägt den Titel einer Basilica minor.

## Geschichte
Gegen Ende des 13. Jahrhunderts grenzte eine der heiligen Maria Magdalena gewidmete alte Kirche an die Wallfahrtskirche Unserer Lieben Frau von den Bergen. Diese erhielt im 13. Jahrhundert die Statue Unserer Lieben Frau von Ceignac, eine Marienstatue mit Kind aus Lindenholz im byzantinisch-gotischen Stil. Als die Kapelle zu klein wurde, wurden die beiden Gebäude zusammengefasst. Aus dieser Zeit blieben zwei romanische Joche erhalten. Mitte des 15. Jahrhunderts wurde eine gotische Kirche errichtet und der Glockenturm im romanischen Stil der Abteikirche Ste-Foy umgebaut. Der Ort genoss den Schutz der Familie von Arpajon, Herren von Calmont-de-Plancatge, die das Heiligtum zu ihrer Grablege gemacht hatten.
Im Jahr 1667 wurde das Kirchenschiff durch die Eingangshalle erweitert und Seitenkapellen hinzugefügt. Zwischen 1926 und 1932 wurde unter Pater Costes eine wesentliche Erweiterung vorgenommen, das Mittelschiff im romanischen Stil entspricht dem alten Teil des Gebäudes. In der Kirche gibt es ein polychromes Steingrab, Buntglasfenster, Reliquien. Papst Pius XI. erhob die Kirche 1936 zu einer Basilica minor.

## Pilgerfahrt
Der Legende zufolge erlangte ein ungarischer Prinz Mitte des 13. Jahrhunderts beim Gebet vor der Marienstatue die Sehkraft wieder. Das Heiligtum wurde zu einem Wallfahrtsort, dem Papst Martin V. 1420 das Recht verlieh, an Marienfesten den vollständigen Ablass zu gewähren. Diese Ablässe wurden von Papst Alexander VII. erneuert, weiterhin 1837 von Papst Gregor XVI. Am 17. August 1873 kamen mehr als 30.000 Pilger zum Heiligtum. An der Krönung der Marienstatue am 9. Juli 1876 durch Kardinal Joseph Hippolyte Guibert, Erzbischof von Paris, in Vertretung von Papst Pius IX. nahmen 40.000 Pilger teil. Während des 20. Jahrhunderts wurde die Wallfahrt von Ceignac von den Missionaren von Vabres unterstützt, die ein Andachts- und Exerzitienhaus errichten. Nach fallenden Teilnehmerzahlen wurde 2019 das Patronatsfest Unserer Lieben Frau von Ceignac am 8. Mai wiederbelebt, an dem die Basilika erstmals wieder mit Pilgern gefüllt wurde.